# Nasciturus pro iam nato habetur, quotiens de commodis eius agitur
Nasciturus pro iam nato habetur, quotiens de commodis eius agitur es una máxima latina utilizada en el ámbito jurídico que hace referencia a una ley que garantiza o protege los derechos de un feto para heredar propiedades o bienes. La máxima se traduce como "El no nacido aún es considerado como nacido en cuanto se trate del aumento en su propio beneficio".
"Nasciturus" literalmente se traduce como "aquel que nacerá", y se refiere a un feto concebido, que aún no ha nacido. De acuerdo a este principio jurídico, el feto se presume nacido al propósito de herencia. El principio fue concretado en el Derecho romano y continúa siendo utilizado en la época actual en la mayor parte de los países europeos, latinoamericanos, Filipinas y Guinea Ecuatorial.
Cuando es considerada como una excepción legal, se piensa aplicarla exclusivamente al propósito de la herencia, dadas ciertas condiciones para que esto sea válido, presumiblemente que el feto finalmente nazca